# New England (North Dakota)
New England is een plaats (city) in de Amerikaanse staat North Dakota en valt bestuurlijk gezien onder Hettinger County.

## Demografie
Bij de volkstelling in 2000 werd het aantal inwoners vastgesteld op 555.
In 2006 is het aantal inwoners door het United States Census Bureau geschat op 609, een stijging van 54 (9,7%).

## Geografie
Volgens het United States Census Bureau beslaat de plaats een oppervlakte van
1,3 km², geheel bestaande uit land. New England ligt op ongeveer 791 m boven zeeniveau.

## Plaatsen in de nabije omgeving
De onderstaande figuur toont nabijgelegen plaatsen in een straal van 40 km rond New England.